# Gangan Football Club
Le Gangan Football Club est un club de football guinéen basé à Kindia.
Le club est présidé par Elhadj Banfa Diaby et évolue dans le Championnat de Guinée de football de deuxième division depuis la saison 2024-2025. Depuis le 23 janvier 2024, l'équipe première est entraînée par Issiaga Fadiga.

## Histoire
Suite à sa victoire en coupe de Guinée en 1963, le club qui évolue alors encore sous le nom de Sily Club de Kindia est les premier club guinéen a participé à la Coupe des clubs champions africains  (ancien nom de la Ligue des champions de la Confédération Africaine de Football).
Le club est champion de ligue 2 de Guinée 2022-2023 et est donc promu en Ligue 1 la saison suivante.
A l'issue de la saison 2023-2024 de Ligue 1 le club se classe 14e et dernier et est donc relégué en Ligue 2.

## Palmarès
- Coupe de Guinée
  - Vainqueur: 1963, 1968
  - Finaliste : 1964, 1965, 1971, 1972, 1973, 1983, 2005
- Championnat de Guinée de deuxième division
  - Vainqueur: 2013, 2023